# صورت‌زخمی (فیلم ۱۹۳۲)
صورت‌زخمی (به انگلیسی: Scarface) (همچنین با نام‌های صورت‌زخمی: شرم یک ملت (به انگلیسی: Scarface: The Shame of the Nation) و شرم یک ملت نیز شناخته می‌شود)، فیلمی پیشاکد در ژانر گنگستری به کارگردانی هاوارد هاکس و تهیه‌کنندگی هاکس و هوارد هیوز است. بن هکت نویسندهٔ فیلمنامهٔ صورت‌زخمی است که بر اساس رمان سال ۱۹۲۹ آرمیتاژ تریل ملهم از زندگی آل کاپون نگاشته شده‌است. در این فیلم پل مونی در نقش یک گنگستر مهاجر ایتالیایی به نام آنتونیو «تونی» کامونتی ظاهر می‌شود که در دنیای خشن باندهای خلافکار شیکاگو رشد کرده‌است. در همان زمان که کامونتی در اندیشهٔ تصاحب معشوقهٔ رئیسش است، چشم خواهرش به دنبال بهترین آدمکش اوست. در صحنه‌ای که کشتار روز ولنتاین قدیس نمایش داده می‌شود، فیلم با زندگی کاپون رابطه‌ای آشکار پیدا می‌کند.
پس از اینکه هیوز حقوق رمان تریل را خرید، به سرعت هاکس را برای کارگردانی و هکت را برای نوشتن فیلمنامه انتخاب کرد. از ژانویه ۱۹۳۱، هکت در یک دوره یازده روزه فیلمنامه را نوشت. صورت‌زخمی پیش از آغاز کد تولید در سال ۱۹۳۴ تولید شد که مقرراتی را در مورد محتوای فیلم‌ها به اجرا درآورد. با این حال، کد هِیز، صورتِ اولیه خفیفِ کد تولید،  خواستار تغییرات عمده‌ای شد، از جمله پیشگفتاری در محکومیت گانگسترها، پایان جایگزین برای سرزنش واضح‌تر کامونتی و عنوان جایگزین شرم یک ملت. سانسورچی‌ها معتقد بودند که فیلم خشونت و جرم را ستایش می‌کند. این تغییرات باعث شد که فیلم یک سال به تعویق بیفتد، اگرچه برخی از نمایش‌ها پایان اصلی را حفظ کردند. نمایش‌های جدید فیلم دارای پایان اصلی هستند، اگرچه برخی از نسخه‌های دی‌وی‌دی شامل پایان جایگزین نیز می‌شوند؛ این نسخه‌ها تغییراتی را شامل می‌شوند که هیوز و هاکس باید برای تایید دفتر هیز انجام می‌دادند. هیچ نسخه کاملا بدون تغییری پیدا نشده است. 
برخورد تماشاگران مثبت بود اما سانسورچی‌ها فیلم را در چندین شهر و ایالت ممنوع کردند و هیوز را مجبور کردند از نمایش فیلم دست بردارد و آن را در گاو صندوق نگه دارد. پس از مرگ هیوز در دهه ۱۹۷۰، امتیاز فیلم خریده شد. در کنار سزار کوچک و دشمن مردم (هر دو در ۱۹۳۱)، صورت‌زخمی به عنوان یکی از مهمترین فیلم‌های گانگستری شناخته می‌شود و تاثیر زیادی بر این ژانر گذاشته است.
در سال ۱۹۹۴، کتابخانه کنگره صورت‌زخمی را به فهرست ملی ثبت فیلم افزود. در سال ۲۰۰۸، انستیتوی فیلم آمریکا صورت‌زخمی را ششمین فیلم برتر گانگستری معرفی کرد. این فیلم با همین عنوان دوباره ساخته شد: صورت‌زخمی (فیلم ۱۹۸۳) با بازی آل پاچینو .

## خلاصه داستان

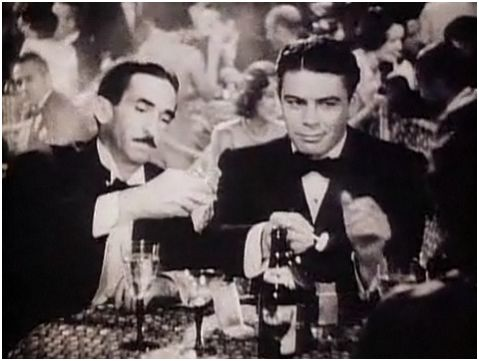
آزگود پرکینز در نقش جان لووُ («جانی») و پل مونی در نقش آنتونیو کامونتی («تونی») در صحنه‌ای از تریلر فیلم.

در دهه ۱۹۲۰ در شیکاگو، مهاجر ایتالیایی آنتونیو کامونتی («تونی»)(با بازی پل مونی) به دستور جان لووُ («جانی»)(به بازی آزگود پرکینز) عمل می‌کند و لوئی کاستیلو («لوئی بزرگ»)(رئیس اصلی باندهای قسمت جنوبی شهر) را به قتل می‌رساند. جانی کنترل قسمت جنوبی را به دست می‌گیرد و تونی در مقام دستیار اصلی او است؛ آن‌ها مقادیر زیادی آبجو غیرقانونی به مشروب‌فروشی‌های غیرمجاز می‌فروشند و در بارهایی که توسط رقیبانشان اداره می‌شود، به زور وارد عمل می‌شوند. با این وجود، جانی بارها به تونی هشدار می‌دهد که با دار و دسته ایرلندی‌ها (به رهبری اوهارا) که کنترل قسمت شمالی شهر را در دست دارند، درگیر نشود. تونی خیلی زود این دستور را ندیده می‌گیرد و با حمله به بارهای متعلق به اوهارا، توجه پلیس و گروه‌های رقیب را جلب می‌کند. جانی متوجه می‌شود که تونی از کنترل خارج شده و به دنبال حذف او از جایگاهش است.
در همین حال، تونی با اعتماد به نفسی بیشتر، به دنبال دوست‌دختر جانی، پاپی (با بازی کارن مورلی)، است. در ابتدا دختر به جانی بی‌اعتنا است، ولی با مشهورتر شدن او، توجهش جلب می‌شود. پاپی به آپارتمان «پر زرق و برق» تونی می‌رود و او بیلبورد الکتریکی تبلیغاتی را به پاپی نشان می‌دهد که شعارش الهام‌بخش او است: «جهان متعلق به تو است». تونی در نهایت تصمیم می‌گیرد که اعلان جنگ کند و بخش شمالی را در اختیار بگیرد. او جینو رینالدو را که یکی از بهترین آدم‌هایش و دوست نزدیکش است، برای کشتن اوهارا به گلفروشی‌ای می‌فرستد که او به عنوان پایگاه از آن استفاده می‌کند. این اقدام به انتقام‌جویی سنگینِ باندهای شمال شهر منجر می‌شود که حالا رهبر آنان گَفنی شده‌است و مجهز به مسلسل دستی هستند؛ تخیل تاریک تونی بیدار می‌شود. تونی نیروهای خود را برای نابودی باندهای رقیب و به دست آوردن بازار آنها رهبری می‌کند و حتی متوسل به جعل هویت افسران پلیس برای کشتن رقیبان در گاراژ می‌شود. تونی، گفنی را در حمله‌ای به یک سالن بولینگ از سر راه برمی‌دارد.
اعضای باند جنوب شهر و پاپی به یک باشگاه می‌روند و تونی و پاپی با هم جلوی روی جانی می‌رقصند. پس از اینکه تونی نیت خود را برای تصاحب پاپی آشکار می‌کند، جانی متوجه می‌شود که دست‌پرورده‌اش قصد جانشینی او را دارد و ترتیبی می‌دهد که تونی در حین رانندگی ترور شود. تونی موفق می‌شود از این حمله جان سالم به در برد؛ او و جینو، جانی را می‌کشند و تونی رئیس بلامنازع شهر می‌شود. تونی و پاپی برای فرار از دست نیروهای پلیس که با تمام نیرو در تعقیب آنها هستند، شیکاگو را برای یک ماه ترک می‌کنند.

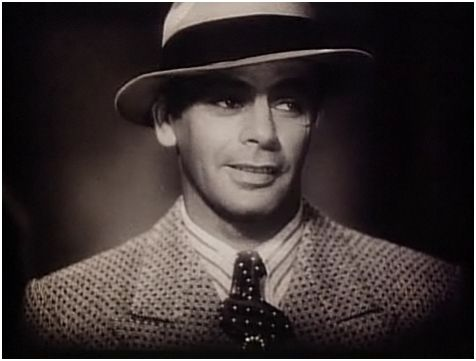
پل میونی در در تریلر صورت‌زخمی

اقدامات تونی اعتراض عمومی را برانگیخته و پلیس به دنبال وی است. پس از آنکه تونی، خواهر محبوبش (فرانچسکا (چسکا)(با بازی آن دورژک)) را با جینو می‌بیند با خشم ناشی از حسادت، دوست خود را می‌کشد و آن دو حتی فرصت نمی‌یابند ازدواج مخفیانه خود را به او خبر دهند. خواهرش با پریشانی به بیرون می‌دود تا پلیس را خبر کند. نیروهای پلیس برای دستگیری تونی به اتهام قتل جینو به راه می‌افتند و تونی در خانه خود پنهان و آماده برای رویارویی می‌شود. چسکا به قصد قتل تونی بازمی‌گردد ولی تصمیم می‌گیرد به او برای مواجهه با پلیس کمک کند. آن دو مسلح می‌شوند و تونی از پنجره به بیرون شلیک می‌کند و دیوانه‌وار می‌خندد. لحظاتی بعد اما، چسکا به ضرب گلوله‌ای از پا در می‌آید. آپارتمان تونی در حالی که وی نام چسکا را صدا می‌زند، پر از گاز اشک‌آور می‌شود. تونی در حال فرار از راه‌پله با پلیس مواجه می‌شود. تونی برای زنده ماندن التماس می‌کند ولی به محض فرصت یافتن، می‌گریزد، افسر پلیسی در خارج از ساختمان او را به رگبار می‌بندد. تلو تلو می‌خورد و در جوب آب می‌افتد و می‌میرد. در میان همهمه، دوربین بر روی بیلبود متمرکز می‌شود: جهان متعلق به تو است.

## بازیگران
- پل مونی در نقش آنتونیو کامونتی (تونی)
- آن دورژک در نقش فرانچسکا کامونتی (چسکا)
- کارن مورلی در نقش پاپی
- آزگود پرکینز در نقش جان لووُ (جانی)
- سی هاردینگ گوردون در نقش بازرس پلیس بن گوآرینو
- جرج رفت در نقش جینو رینالدو
- وینس بارنت در نقش آنجلو
- بوریس کارلوف در نقش تام گَفنی
- پرنل پرت در نقش ناشر گارستون
- تالی مارشال در نقش سردبیر
- اینز پالانژ در نقش خانم کامونتی (مادر تونی)
- ادوین ماکسول در نقش رئیس پلیس
- هری جِی. وجار در نقش بیگ لوئیس کاستلو (در تیتراژ نیامده)[۳]
- هاوارد هاکس در نقش مردِ روی تخت (در تیتراژ نیامده)[۴]
- موریس بلک در نقش سرپیشخدمت (در تیتراژ نیامده)
- چارلز سالیوان
- جیمز دورکین

## تولید

### توسعه
هاوارد هیوز، سرمایه‌دار بزرگ، که در آن زمان درگیر فیلمسازی بود، پس از موفقیت فیلمش در سال ۱۹۳۱، صفحه اول، خواهان موفقیت در گیشه بود. فیلم‌های گانگستری در اوایل دهه ۱۹۳۰ در دوره منعِ مشروباتِ الکلی موضوعیت داشتند و هیوز می‌خواست فیلمی بر اساس زندگی آل کاپون بسازد که برتر از همه فیلم‌های دیگر در این ژانر باشد. به دلیل شلوغ بودن ژانر، به او توصیه شد که فیلم را نسازد؛ سزار کوچک با بازی ادوارد جی. رابینسون و دشمن مردم با بازی جیمز کاگنی قبلاً در گیشه موفق بودند و برادران وارنر ادعا می‌کرد که هیچ کار جدیدی نمی‌توان در ژانر گانگستری انجام داد. علاوه بر این، سانسورچیان صنعت سینما مانند دفتر هیز از جذاب نشان دادن جرم و جنایت در رسانه‌ها ناراحت بودند.
هیوز حقوق رمان صورت‌زخمی اثر آرمیتاژ تریل را خریداری کرد که با الهام از زندگی کاپون نوشته شده بود. تریل در اوایل دهه ۱۹۲۰ برای تعدادی از مجلاتِ داستان پلیسی نوشت اما کمی قبل از انتشار صورت‌زخمی در سن ۲۸ سالگی بر اثر حمله قلبی درگذشت. هیوز گزارشگری نیویورکی و صاحب‌نظر دربارهٔ کاپون را (فرد پاسلی) به عنوان نویسنده استخدام کرد. هیوز از بن هکت خواست که نویسنده اصلی باشد، وی در سال ۱۹۲۹ اولین جایزه اسکار بهترین فیلم‌نامه غیراقتباسی را برای فیلم جنایی صامتش دنیای تبهکاران به دست آورده بود. هکت که به هیوز به عنوان کارفرما مشکوک بود، درخواست حقوق روزانه ۱٬۰۰۰ دلاری کرد که هر روز ساعت شش پرداخت شود. هکت ادعا کرد اگر هیوز کلاهبردار باشد، فقط یک روزِ کارش را تلف می‌کند.
هیوز می‌خواست هاوارد هاکس کارگردانی فیلم و تهیه کنندگی مشترک آن را بر عهده بگیرد. این امر هاکس را شگفت زده کرد، زیرا روابط این دو نفر هرگز دوستانه نبود؛ هیوز در ژوئیه ۱۹۳۰ شکایتی علیه هاوارد هاکس تنظیم کرده بود و ادعا می‌کرد که فیلم هاکس، پرواز شناسایی، از فیلم او فرشته‌های جهنم سرقت شده‌است. در طی یک بازی گلف، هیوز قول داد که از شکایت خود صرف نظر کند (مطلب بی‌ربطی بود زیرا قبلاً توسط قاضی رد شده بود)، و تا به هجدهمین سوراخ برسند، هاکس به کارگردانی فیلم علاقه‌مند شده بود. وی زمانی که متوجه شد هکت نویسنده اصلی خواهد بود، بیشتر متقاعد شد. هکت و هاکس به خوبی با هم کار کردند و قصد داشتند شخصیت کاپون را همچون عضوی از خاندان بورجا به تصویر بکشند، از جمله اشاره به محرم‌آمیزی بین شخصیت اصلی و خواهرش که در رمان تریل وجود دارد.

### نوشتن
در ژانویه ۱۹۳۱، هکت فیلمنامه را، بر اساس رمان تریل، در یازده روز نوشت. بخش‌های دیگری توسط فرد پاسلی و دابلیو.آر. برونت (نویسنده رمان سزار کوچک که فیلمی به همین نام بر اساس آن ساخته شد) به متن اضافه شد. پاسلی عناصری از کتاب آل کاپون: زندگی‌نامه مردی خودساخته را وارد فیلمنامه کرد؛ این کتاب شامل صحنه‌ای از کاپون در سلمانی است که شبیه به معرفی تونی کامونتی در فیلم است. نام پاسلی برای کارش بر روی فیلمنامه در فیلم نیامد. جان لی ماهین و سیتون آی. میلر متن را برای تداوم و گفت‌وگو بازنویسی کردند.
از آنجایی که پنج نویسنده وجود داشت، تشخیص اینکه کدام جزء توسط کدام نویسنده نوشته شده، کار دشواری است؛ با این وجود، پایان صورت‌زخمی شبیه به اولین فیلم گانگستری هکت (دنیای تبهکاران) است که در آن بول وید خود را همراه با معشوقه‌اش در آپارتمانش به دام می‌اندازد و به انبوهی از پلیس‌ها در بیرون شلیک می‌کند؛ بنا براین می‌توان گفت نوشته هکت است.
فیلم صورت‌زخمی شباهت کمی به رمان آن دارد. اگرچه فیلم شامل همان شخصیت‌های اصلی، نکات داستانی، ته‌مایه‌های رابطه جنسی با خویشاوندان است ولی تغییراتی در آن ایجاد شد تا مدت و شخصیت‌ها کاهش یابند و درخواست‌های اداره‌های سانسور برآورده شود. برای آنکه گانگسترها کمتر تحسین‌برانگیز به نظر برسند، شخصیت تونی از آنچه در رمان بود کمتر باهوش و بیشتر بی‌شعور ظاهر گشت. همچنین، رابطه هم‌شیری تونی و افسر پلیس برای جلوگیری از به تصویر کشیدن فساد پلیس، حذف شد.

### پیوندها با کاپون
هم فیلم و هم رُمان بر اساس زندگی آل کاپون هستند که نام مستعارش «صورت‌زخمی» بود. اسامی شخصیت‌ها و مکان‌ها فقط اندکی تغییر کرده‌اند: کاپون به کامونتی، توریو به لووُ و موران به دوران تبدیل شده‌اند. در برخی نسخه‌های اولیهٔ فیلم‌نامه، نام‌های کولوسیمو کولیسیمو و اوبانیون بانون نوشته شده بودند اما به ترتیب به کاستیلو و اوهارا تغییر داده شدند. این موضوع شامل جایگزینی نام شخصیت‌ها و مکان‌های شناخته‌شدهٔ دیگری هم می‌شود که برای ناشناس ماندن‌شان انجام شد و دلیلش سانسور و نگرانی هاکس بابت پرداختن بیش از حد به جزئیات تاریخی بود.
بن هِکت با کاپون ملاقات کرده بود و «دربارهٔ شیکاگو چیزهای زیادی می‌دانست» بنابراین برای نگارش فیلمنامه هیچ تحقیقی انجام نداد. به گفته هکت زمانی که روی فیلمنامه کار می‌کرد، کاپون دو نفر را برای ملاقات با او به هالیوود فرستاد تا مطمئن شود که فیلم بر اساس زندگی کاپون نوشته نشده باشد. هکت به فرستادگان کاپون گفت که شخصیت «صورت‌زخمی» برگرفته از افراد متعدد است و این عنوان به دلیل جذاب بودنش انتخاب شده‌است؛ بنابراین آن دو تنهایش گذاشتند.
ارجاعات به کاپون و رخدادهای واقعی از جنگ باندهای مافیایی شیکاگو برای مخاطبان آن زمان آشکار بود. شخصیت مونی زخمی شبیه زخم کاپون داشت که در دعواهای مشابه بر چهره‌اش نقش بسته بود. به گفتهٔ پلیس در فیلم، کامونتی یکی از اعضای باند فایو پوینت در بروکلین است که کاپون یکی از اعضای شناخته شدهٔ آن بود. تونی رئیس خود کاستیلو ملقب به «لوئی بزرگ» را در لابی کلوپش می‌کشد. کاپون هم در قتل اولین رئیسش کالوسیمو ملقب به «جیم بزرگ» در سال ۱۹۲۰ نقش داشت. در فیلم نشان داده می‌شود که سرکردهٔ باند رقیب اوهارا در گل‌فروشی که خودش مالک آن است به قتل می‌رسد. در سال ۱۹۲۴ دار و دستهٔ کاپون دین اوبانیون را در گل‌فروشی‌اش به قتل رساندند. قتل‌عام هفت مرد در یک گاراژ، توسط دو مرد مسلح که یونیفورم افسران پلیس را بر تن دارند بازآفرینی واقعهٔ کشتار روز سنت ولنتاین در سال ۱۹۲۹ است. در فیلم رهبر این باند به سختی از مهلکه جان به در می‌برد همان‌طور که در واقعیت برای باگز موران (سرکردهٔ مافیای اهل شیکاگو) اتفاق افتاد. سکانس افتتاحیهٔ فیلم در تقاطع خیابان‌های بیست و دوم و واباش (ضلع جنوبی قلمروی کاپون) واقع شده که بسیاری از جنایات کاپون در آن محل اتفاق افتادند.
با وجود ارجاع‌های واضح فیلم به کاپون، شایعه شده بود کاپون آنقدر از «صورت‌زخمی» خوشش آمده بود که نسخه‌ای از آن را تهیه کرده بود. اما به نظر می‌رسد منشأ آن شایعه احتمالاً یک ادعای اغراق‌آمیز از جانب هاکس بوده چون در زمان اکران فیلم، کاپون به اتهام فرار مالیاتی در آتلانتا زندانی بود.

### انتخاب بازیگران

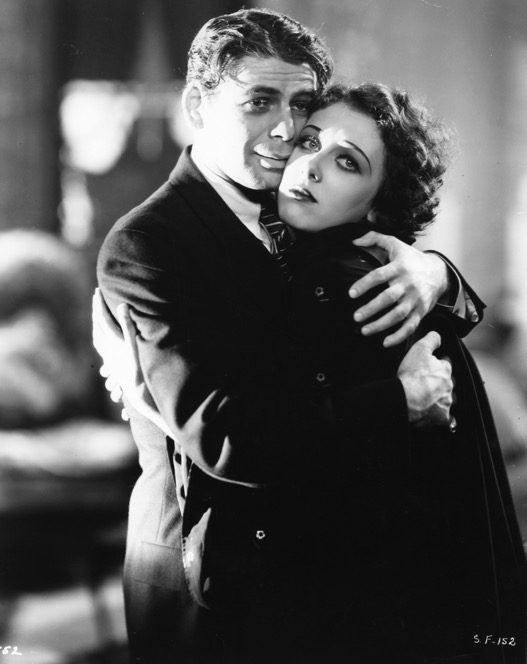
پل میونی و آن دورژک در صورت‌زخمی

هاکس و هیوز انتخاب بازیگران را دشوار یافتند زیرا اکثر بازیگران تحت قرارداد بودند و استودیوها تمایلی نداشتند به هنرمندان خود اجازه آزاد کار کردن برای تهیه‌کنندگان مستقل بدهند. اروینگ تالبرگ (تهیه‌کننده) کلارک گیبل را پیشنهاد کرد ولی هاکس معتقد بود گیبل یک شخصیت است و نه یک بازیگر. آل روزن، عامل استعدادیابی، پس از دیدن پل میونی در برادوی، او را برای نقش اصلی پیشنهاد کرد. میونی چون فکر می‌کرد از نظر فیزیکی برای این نقش مناسب نیست، در ابتدا نپذیرفت ولی پس از خواندن فیلمنامه، همسرش بلا وی را متقاعد کرد نقش را بپذیرد. پس از تست بازیگری در نیویورک؛ هیوز، هاکس و هچت، میونی را برای نقش تأیید کردند.
بوریس کارلوف برای نقش گانگستر ایرلندی به نام گفنی انتخاب شد و در پوستر فیلم با عنوان «بوریس «فرانکشتاین» کارلوف» ظاهر گشت. جک لا رو در نقش جینو رینالدو، دستیار تونی کامونتی (که از فرانک ریو محافظ آل‌کاپون الگوبرداری شده بود) انتخاب شد اما از آنجایی که از میونی بلندقدتر بود، هاکس نگران بود شخصیت سرسخت میونی (صورت‌زخمی) را تحت‌الشعاع قرار دهد. وی را با جرج رفت جایگزین کردند، بازیگر پرتلاش اما ناموفقی که هاکس در مسابقه بوکس حرفه‌ای به شکلی اتفاقی وی را پیدا کرد. رَفت نقش تقریباً یکسانی را در سال قبل به عنوان اولین فیلم بلند خود در میلیون‌های فوری (فیلمی گانگستری به بازی اسپنسر تریسی) ایفا کرده بود اما نقش وی در صورت‌زخمی بود که او را به دنیای ستاره شدن پرتاب کرد.

### فیلم‌برداری
فیلم‌برداری صورت‌زخمی شش ماه به طول انجامید که برای یک فیلم ساخته شده در اوایل دههٔ ۱۹۳۰ زمان زیادی به‌شمار می‌آمد. هوارد هیوز برای جلوگیری از تداخل در کار فیلم‌برداری، در آن مدت در پروژهٔ دیگری مشارکت نکرد. او از هاکس خواست تا با اضافه کردن سکانس‌های تعقیب و گریز اتومبیل، تصادف و شلیک مسلسل فیلم را تا حد امکان از نظر بصری هیجان‌انگیز بسازد. هاکس فیلم را در سه مکان مختلف فیلم‌برداری کرد: استودیو متروپولیتن، استودیو هارولد لوید و تئاتر مایان در لس آنجلس. فیلم‌برداری سه ماه طول کشید و بازیگران و عوامل هفت روز هفته مشغول کار بودند. در خشن‌ترین سکانس که در رستوران اتفاق می‌افتد هاکس برای جلوگیری از آسیب رساندن به عوامل، صحنه را خالی کرد و شلیک مسلسل‌ها را قیلم‌برداری کرد. بازیگران بعدا جلوی صفحه‌ای نقش‌آفرینی کردند که تیراندازی روی آن نمایش داده می‌شد بنابراین وقتی همگی زیر میزهای رستوران جمع می‌شدند به نظر می‌رسید که آن فضا همزمان زیر آتش مسلسلهاست.
در طول فیلمبرداری، هاکس و هیوز به دفتر هیز آمد و شد می‌کردند تا در مورد اصلاحات بحث کنند. با این وجود صورت‌زخمی فیلمبرداری شد و بخش‌های مختلف آن به سرعت کنار هم قرار گرفت. در سپتامبر ۱۹۳۱ قسمتی از فیلم برای کمیسیون جنایی کالیفرنیا و مقامات پلیس نمایش داده شد. هیچ‌یک از آنها فکر نمی‌کردند فیلم تأثیر نامناسبی روی تماشاگران داشته باشد یا واکنش جنایی را در پی داشته باشد. فیلم برای اروینگ تالبرگ نمایش داده شد و او تحت تاثیر آن قرار گرفت. علیرغم بازخوردهای مثبتی که فیلم دریافت کرد، دفتر هیز هم‌چنان بر اعمال تغییرات پیش از تأیید نهایی اصرار می‌ورزید. 

### سانسور
صورت‌زخمی در دوران هالیوود پیشا-کد تولید و فیلمبرداری شد، دوره‌ای که از ۱۹۳۰ تا ۱۹۳۴ طول کشید. دوره پیشا-کد با نمایش و نظارت غیررسمی و بی‌نظم محتوای فیلم‌ها، پیش از ایجاد اداره کد تولید در جولای ۱۹۳۴، توصیف می‌شود. قبل از آن، سانسور برعهده انجمن سینمایی آمریکا بود. در سال ۱۹۳۰، ویل هیز (رئیس انجمن) تلاش کرد بر محتوای فیلم‌ها نظارت کند؛ انجمن از آن پس به عنوان «دفتر هیز» شناخته شد. هدف دفتر هیز، سانسور برهنگی، تمایلات جنسی، مواد مخدر و جرائم بود. به‌طور مشخص در مورد صورت‌زخمی، دفتر هیز خواست یا با نمایش پذیرش خطا توسط مجرمان یا با نمایش مجازات مجرمان، از نمایش همدلانه جرائم اجتناب شود. با این حال، دفتر هیز تا سال ۱۹۳۴ که انجمن رسماً متعد شد به قانون تولید پایبند باشد، قدرت حذف بخش‌هایی از فیلم را نداشت؛ بنابراین به تأخیر در اکران فیلم و لابی‌گری برای حذف صحنه‌هایی از فیلم یا جلوگیری از تولید فیلم متوسل می‌شد. روش معمولِ دور زدنِ دفتر هیز آن بود که با افزودن صحنه‌های بسیار سکسی به فیلم و حذف آنها برای جلب رضایت دفتر، آنها متوجه بی‌بندو باری‌های باقیمانده در فیلم نشوند.
جِی. ای. اسمیت صورت‌زخمی را «یکی از سانسورشده‌ترین فیلم‌های تاریخ هالیوود» نامید. هاوارد هاکس معتقد بود که دفتر هیز با فیلم پدرگشتگی شخصی دارد، هیوز نیز معتقد بود سانسور به دلیل «انگیزه‌های پنهانی و سیاسی» سیاست‌مدارانِ فاسد بوده‌است. از آن سو، جیمز وینگِیت عضو هیئت سانسور نیویورک، پاسخ متقابل داد که هیوز مشغول «تبلیغات گیشه» در تولید فیلم است. پس از درخواست‌های مکررِ دفتر هیز برای بازنویسی فیلمنامه، هیوز به هاکس دستور داد که «گور بابای دفتر هیز، فیلم تا اونجایی که میشه واقع‌گرا و فجیع باشه». نمایش صورت‌زخمی خشم دفتر هیز را برانگیخت. به گفته دفتر هیز، صورت‌زخمی، کد تولید را زیر پا گذاشته‌است زیرا فیلم باعث همدردی با شخصیت میونی شده و به جوانان روش موفقِ جرم‌وجنایت را نشان می‌دهد. دفتر هیز خواستار حذف بعضی صحنه‌ها، افزودن صحنه‌هایی برای محکومیت گانگسترها و پایانی متفاوت شد. به اعتقاد آنها مرگ تونی در پایان فیلم بیش از حد تحسین‌برانگیز بود. علاوه بر خشونت، انجمن رابطه نامناسبِ شخصیت اصلی و خواهرش را بسیار آشکار می‌دانست به خصوص زمانی که وی پس از سیلی زدن و پاره کردن لباسش، چسکا را در آغوش می‌گیرد؛ دستور دادند تا این صحنه حذف شود. هیوز برای جلب رضایت انجمن، صحنه‌های خشن‌تر را حذف کرد، پیش‌درآمدی در نکوهش گانگسترها به آن افزود و پایانی متفاوت برای فیلم نوشت.
علاوه بر این، چند صحنه برای محکومیت آشکارِ گانگسترها افزوده شد، به‌طور مشخص دو صحنه‌ای که در یکی از آنها ناشر روزنامه، رو در روی دوربین مستقیماً به دولت و ملت در مورد عدم اقدام در مبارزه با خشونت اوباش، پند می‌دهد و در صحنه‌ای دیگر، رئیس پلیس، تمجید گانگسترها را تقبیح می‌کند. هاکس از فیلمبرداری صحنه‌های اضافی و پایان جایگزین، خودداری کرد. ریچارد راسن فیلمبرداری آنها را انجام داد و عنوان «کمک کارگردان» را به دست آورد. به هیوز دستور داده شد که عنوان فیلم را به مخاطره، شرمِ ملت یا زرد تغییر دهد تا به موضوع فیلم تصریح شود؛ پس از ماه‌ها چانه‌زنی، او با عنوان صورت‌زخمی، شرمِ ملت کنار آمد و پیش‌گفتاری در نکوهش «گانگستر» در مفهوم کلی آن به فیلم افزود. زمانی که دفتر هیز با عنوان اصلی فیلم مخالفت کرد، هیوز تلاش کرد فیلم را با عنوان زخم انتشار دهد. به جز در عنوان، واژه «صورت‌زخمی» از فیلم حذف شد. در صحنه‌ای که تونی، رینالدو را به قتل می‌رساند، چسکا کلمه «قاتل» را به او می‌گوید ولی حرکت لب‌هایش بیان کننده کلمه «صورت‌زخمی» است.
در فیلمنامه اصلی، مادر تونی، پسرش را بی‌قیدوشرط دوست دارد، سبک زندگی او را می‌ستاید و حتی از او پول و هدیه می‌پذیرد. علاوه بر این، سیاستمداری در آن وجود داشت که علیرغم کارزار تبلیغاتی بر ضد گانگسترها در تریبون، پس از چند ساعت در میهمانی آنها دیده می‌شود. فیلمنامه با ماندن تونی در ساختمان، بدون آنکه گاز اشک‌آور و انبوه گلوله‌های شلیک شده بر او تأثیری گذاشته باشد، پایان می‌یابد. پس از آتش گرفتن ساختمان، تونی مجبور به خروج از آن می‌شود، مسلسل‌ها به آتش درمی‌آیند. رگبار تیر به او می‌بارد ولی گویا بر او کارگر نیستند. توجهش به افسر پلیسی جلب می‌شود که در سراسر فیلم، وی را بازداشت کرده، به او شلیک می‌کند، صدای «کلیک» نشان‌دهنده اسلحه خالی است. تونی پس از اینکه افسر پلیس چندین بار به او شلیک می‌کند، کشته می‌شود. صدای کلیک مکرر به گوش می‌رسد، به معنای آنکه در حال مرگ نیز در تلاش برای شلیک بوده‌است.

### پایان‌بندی جایگزین
اولین نسخهٔ فیلم (نسخهٔ A) در ۸ سپتامبر ۱۹۳۱ تکمیل شد، اما سازندگان به‌خاطر قوانین سانسور و دریافت مجوز مجبور شدند پایان‌بندی آن را تغییر دهند. پل مونی به دلیل کارش در برادوی به فیلم‌برداری پایان‌بندی جایگزین نرسید در نتیجه، هاکس مجبور شد از بَدَل استفاده کند. فیلمبرداری لانگ شات و نشان دادن سایه‌ای از بازیگر جایگزین، راهکارهای هاکس برای مخفی کردن غیبت مونی در آن صحنه‌ها بود. تفاوت پایان‌بندی جایگزین (نسخهٔ B) با نسخهٔ A در این است که تونی پس از آن‌که توسط مأموران پلیس دستگیر می‌شود می‌میرد. در پایان‌بندی اصلی تونی در حالی که سعی می‌کند از دست پلیس فرار کند با شلیک چند گلوله کشته می‌شود اما در نسخهٔ B او با اکراه خودش را تسلیم آن‌ها می‌کند. در این نسخه پس از بازداشت، چهرهٔ تونی نشان داده نمی‌شود و سکانس بعدی قاضی‌ای را نشان می‌دهد که حکم اعدام او را صادر می‌کند. سکانس پایانی هم صحنه‌هایی را نشان می‌دهد که تونی را به‌پای چوبهٔ دار می‌برند و حلق‌آویز می‌کنند.
با این حال، نسخهٔ B هم از ممیزی سانسورچی‌های نیویورک و شیکاگو عبور نکرد. هوارد هیوز احساس کرد که ادارهٔ کُد هِیز نقش شبهه‌انگیزی در رد فیلم داشته‌است. آن مجموعه با لوئیس بی. مایر روابط دوستانه‌ای داشت و هیوز بر این باور بود که سانسور به‌قصد جلوگیری از بالا آمدن فیلمش در برابر رقبا اعمال شده‌است. او با اطمینان از این‌که صورت‌زخمی می‌تواند بیش از فیلم‌های مایر به چشم مخاطبان بیاید، آن را در هالیوود و نیویورک برای اهالی مطبوعات نمایش داد. نیویورک هرالد تریبیون شجاعت هیوز را برای ایستادگی در برابر سانسورچیان تحسین کرد. او نسخهٔ سانسور شده را اثر خود ندانست و در سال ۱۹۳۲ نسخهٔ A را با اضافه کردن متنی به ابتدای آن در ایالت‌هایی که سانسور سخت‌گیرانه نداشتند منتشر کرد (هیوز تلاش کرد سانسورچی‌های نیویورک را به دادگاه بکشاند). نسخهٔ منتشر شده به سال ۱۹۳۲ هم در گیشه موفق بود و هم نقدهای مثبتی دریافت کرد. هیوز در دعاوی بعدی علیه هیئت‌های سانسور فیلم موفق بود. پس از آن‌که هِیز با انتقاد مطبوعات مواجه شد، مدعی شد که نسخهٔ نمایش داده شده در سینماها، فیلم سانسور شده‌ای است که آن مجموعه پیش‌تر آن را تأیید کرده بود.

### موسیقی
آهنگ‌ساز صورت‌زخمی آدولف تندلر است و گاس آرنهیم رهبری ارکستر نوازندگان را عهده‌دار بوده‌است. با توجه به فضای شهری فیلم، موسیقی غیر روایی (روی صفحه قابل مشاهده نیست یا به شکل ضمنی در داستان حضور دارد) در صورت‌زخمی استفاده نشده‌است. تنها موسیقی‌ای که در فیلم شنیده می‌شود در تیتراژ آغازین و پایانی و بخش‌هایی از آن است که به‌طور طبیعی در صحنه وجود دارد مانند سکانس کلوپ شبانه. در آن سکانس، آرنهایم و نوازندگان بیگ بَند کوکِنات گرو ارکسترا قطعه‌های «بلوز سنت لوئیس» اثر دبلیو. سی. هَندی و «بعضی از این روزها» از شلتون بروکس را اجرا می‌کنند. آهنگی که تونی در سکانس کشتن جان لووُ با سوت اجرا می‌کند، بخشی از پردهٔ دوم اُپرای «لوچیا دی لامرمور» اثر گائتانو دونیزتی است. این ملودی که در صحنه‌های خشونت‌آمیز فیلم هم شنیده می‌شود در اُپرای دونیزتی با کلمه‌های «در چنین لحظه‌ای چه چیزی می‌تواند جلوی من را بگیرد؟»         همراه است. آهنگی که فرانچسکا با پیانو اجرا می‌کند «متلاشی شدن خط فرسوده ۹۷» است.

### ارجاع‌های فرهنگی
نمایشنامه‌ای که تونی و دوستانش به تماشایش نشسته و در پایان پردهٔ دوم آن را ترک می‌کنند، باران جان کالتون و کلمنس رَندالف است که بر اساس داستان خانم سَدی تامپسون سامرست موآم ساخته شده‌است. اجرای این نمایش در سال ۱۹۲۲ در برادوی آغاز شد و طی دههٔ ۱۹۲۰ ادامه پیدا کرد. (بر اساس این نمایشنامه فیلمی با همان نام و با بازی جوآن کراوفورد توسط یونایتد آرتیستس تولید و هم‌زمان با صورت‌زخمی اکران شد) گرچه تقریباً در فیلم اشارهٔ آشکاری نمی‌شود و اکثر بینندگان هم متوجه آن نشدند، قرار بود خانوادهٔ کامونتی تا حدی از خانوادهٔ ایتالیایی-اسپانیایی بورجیا الگوبرداری شود. این موضوع از طریق رابطهٔ نامحسوس و احتمالاً مَحرَم‌آمیزی تونی کامونتی و خواهرش برجسته می‌شود. حسادت بیش از اندازهٔ کامونتی به روابط خواهرش با مردان دیگر به این رابطه اشاره دارد. تصادفاً، دونیزتی (که ملودی «لوچیا دی لامرمور» او هم در فیلم استفاده شده) اُپرای لوکرتزیا بورجیا از خاندان بورجیا را نوشته‌است.

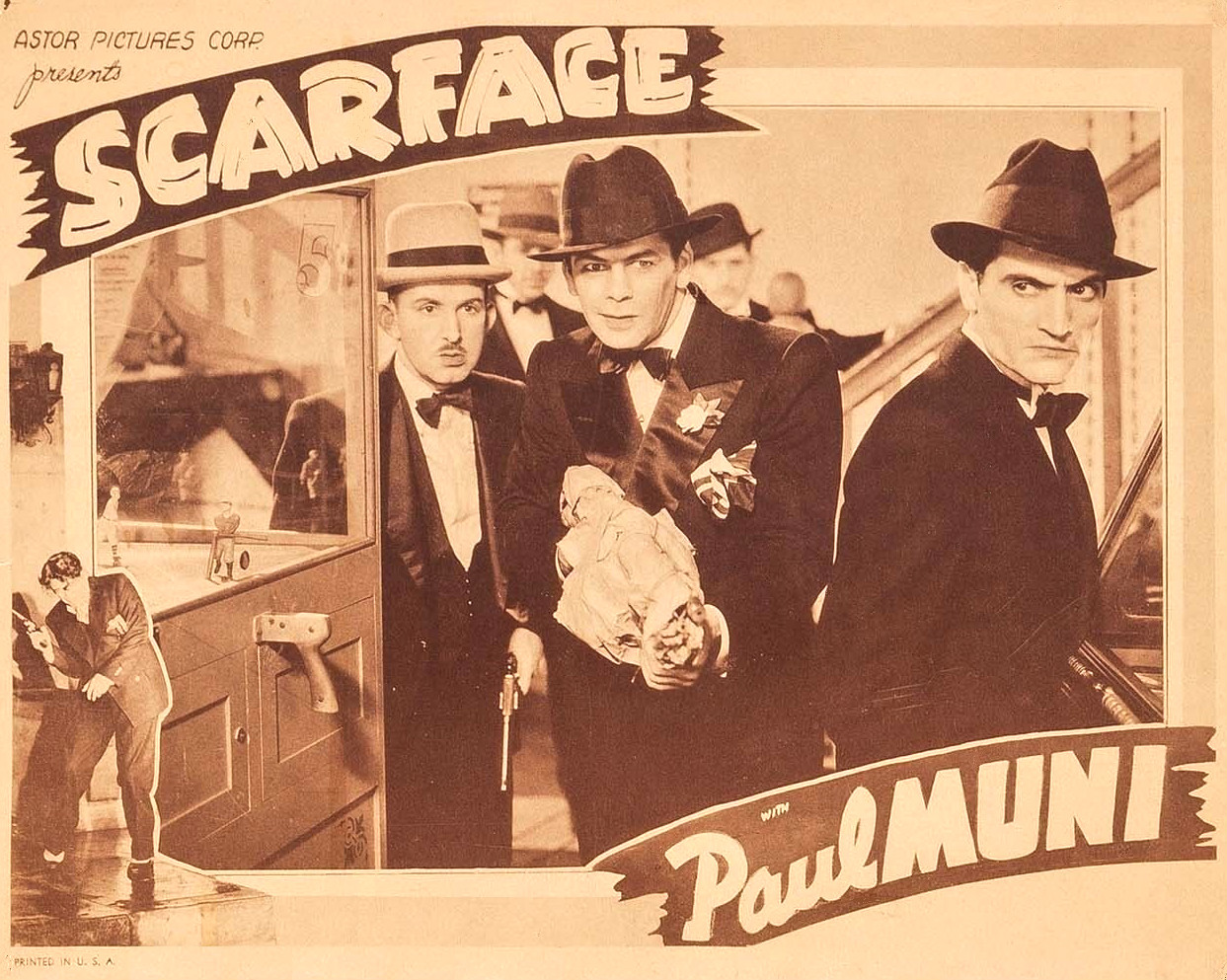
کارت تبلیغاتی فیلم

## انتشار

### رسانهٔ خانگی
صورت‌زخمی یکی از اولین فیلم‌هایی بود که توسط یونیورسال پیکچرز در می ۱۹۸۰ به صورت ویدئویی منتشر شد. نسخهٔ دی‌وی‌دی فیلم اولین‌بار در ۲۲ می ۲۰۰۷ منتشر شد و در ۲۸ اوت ۲۰۱۲ هم‌زمان با صدمین سالگرد یونیورسال استودیو توسط بخش سرگرمی خانگی آن شرکت بازنشر شد. هر دو نسخهٔ دی‌وی‌دی شامل مقدمه‌ای از رابرت آزبورن، مجری و تاریخ‌شناس فیلم شبکهٔ ترنر کلاسیک موویز و پایان‌بندی جایگزین فیلم هستند. در نسخهٔ ویدئویی و تلویزیونی، فیلم پایان اصلی هاکس را حفظ می‌کند اما همچنان دربردارندهٔ تغییرات دیگری است که او ملزم به انجام آن‌ها در طول فیلمبرداری بود. از صورت‌زخمی نسخه‌ای عاری از هر نوع تغییر و سانسور در دست نیست.

## بازخورد
در زمان انتشار، نظر مخاطبان عموماً مثبت بود. به گفته جرج رفت که چند بار آل کاپون را در کازینوها ملاقات کرد، حتی خود کاپون نیز از فیلم خوشش آمد و در ادامه‌اش گفت: «بشون بگو اگرم بچه‌های من سکه بندازن هوا، اون سکه طلای بیست دلاریه.» ورایتی به صورت‌زخمی چنین اشاره کرد: «آن تعلیق قدرتمند و گیرایی که در همه فیلم‌های گانگستری وجود دارد در این فیلم دو برابر است و آن را سرگرمی جالبی می‌کند» و ایفای نقش بازیگران به شکلی است «که انگار در همه عمرشان هیچ کار دیگری انجام نداده‌اند.» هیئت ملی بازبینی صورت‌زخمی را به عنوان یکی از بهترین فیلم‌های سال ۱۹۳۲ معرفی کرد. با این حال، در زمان انتشار (۱۹۳۲)، اعتراضی عمومی نیز در مورد این فیلم و ژانر گانگستری به‌طور کلی، وجود داشت که بر درآمدهای گیشه فیلم تأثیر منفی گذاشت. جک آلیکوت در فیلم دیلی نقدی تند به صورت‌زخمی نوشت که خشونت و موضوع فیلم «احساس مشخص تهوع» را برای او به همراه داشت. وی ادامه می‌دهد که فیلم «هرگز نباید ساخته می‌شد» و اکران آن «بیش از هر فیلم دیگری که تا کنون نشان داده شده، به صنعت سینما همه افراد مرتبط با آن آسیب می‌رساند.» اگرچه بن هکت اغلب کار خود برای هالیوود را نکوهش می‌کرد اما اعتراف کرد که صورت‌زخمی «بهترین کارگردانیِ فیلمی است که دیده‌است». با این حال، هکت به اجرای میونی انتقاد داشت. وی که با آل کاپون آشنا بود، ادعا کرد میونی کاپون را بیش از حد «ساکت» و «دمدمی» به تصویر درآورده و بیشتر شبیه به «هیتلر» است. برخی از منتقدان با انتخاب بازیگر بریتانیایی بوریس کارلوف مخالف بودند و اعتقاد داشتند لهجه او در یک فیلم گانگستری نابجاست. در مقاله‌ای در نیویورک تایمز آمده‌است: «لهجه بریتانیایی او به سختی برای این نقش مناسب است». با این حال، منتقدان دیگر او را نقطه اوجی در فیلم می‌دانستند. این فیلم ۶۰۰٬۰۰۰ دلار در گیشه به دست آورد و در حالی که صورت‌زخمی بیشتر از سایر فیلم‌های هیوز در آن زمان به موفقیت مالی دست پیدا کرد، به دلیل هزینه‌های بالای تولید، بعید به نظر می‌رسد وضعیت مالی فیلم بهتر از سربه‌سر شده باشد.
این فیلم خشم سازمان‌های ایتالیایی و افراد ایتالیایی‌تبار را برانگیخت، آنها به تمایل فیلم‌سازان برای ایتالیایی نشان دادن گانگسترها و قاچاقچیان در فیلم‌هایشان اشاره می‌کردند. در این فیلم، یک آمریکایی ایتالیایی در محکومیت فعالیت های گانگستری سخنرانی می‌کند، این سخنرانی بعداً در تولید برای آرام کردن سانسورچیان اضافه شد. با این حال، این امر مانع ناپسند شمردن صورت‌زخمی توسط سفارت ایتالیا نشد. سازمانی از ایتالیایی‌های در آمریکا نیز فیلم را توهین‌آمیز به جامعه ایتالیایی‌ها دانست و رسما آن را محکوم کرد و سایر سازمان‌ها از اعضای خود خواستند این فیلم و سایر فیلم‌های موهن نسبت به ایتالیایی‌ها یا آمریکایی-ایتالیایی‌ها را بایکوت کنند. ویل هیز به سفارت ایتالیا نامه نوشت و خود را از رسیدگی معاف کرد و معتقد بود این فیلم سهوی تاریخی است چون تولید آن دو سال به تعویق افتاده و نشانِ روند فعلی سانسور را با خود ندارد. آلمان نازی نمایش فیلم را برای همیشه ممنوع کرد. برخی از شهرهای انگلستان نیز این فیلم را ممنوع کردند و معتقد بودند سیاست‌های هیئت سانسور فیلم بریتانیا در قبال فیلم‌های گانگستری اهمال‌کارانه است. این فیلم در ایرلند به تاریخ‌های ۱۹ اوت ۱۹۳۲ و ۲۹ اوت ۱۹۴۱ (با عنوان جایگزین «جنگ دسته تبهکاران») توقیف شده بود. این تصمیمات هر بار توسط هیئت استیناف فیلم تایید می‌شد. در ۲۴ آوریل ۱۹۵۳ (با عنوان اصلی آن) ممنوع شد. فرجام‌خواهی نشد. دلایل گوناگون عبارت بودند از هوچیگری، جذاب نشان دادنِ سبک زنگی گانگسترها و رابطه نامشروع قهرمان داستان با خواهرش.

### صنعت سینما
در سال ۱۹۹۴، صورت‌زخمی توسط کتابخانه کنگره ایالات متحده آمریکا به‌عنوان «یک اثر برجسته از نظر فرهنگی، تاریخی یا زیبایی‌شناختی» در فهرست ملی فیلم ثبت شد. شخصیت تونی کامونتی در فهرست ۱۰۰ سال… ۱۰۰ قهرمان و شرور اِی‌اف‌آی رتبهٔ ۴۷ را به‌خود اختصاص داده‌است. ژان-لوک گدار هم در کایه دو سینما این فیلم را به‌عنوان «بهترین فیلم ناطق آمریکایی» انتخاب کرده‌است. در ژوئن ۲۰۰۸، انستیتوی فیلم آمریکا فهرستی از «ده فیلم برتر در ده ژانر فیلم کلاسیک آمریکایی» منتشر کرد که صورت‌زخمی به‌عنوان ششمین فیلم برتر ژانر گانگستری شناخته شد. در آن فهرست نسخهٔ سال ۱۹۸۳ فیلم در ردهٔ دهم قرار گرفته که باعث شده صورت‌زخمی تنها فیلمی باشد که هم نسخهٔ اصلی و هم بازسازی‌اش در «۱۰ فیلم برتر ۱۰ ژانر» جایی داشته‌اند.

## تحلیل
محققان بر سر این مساله اختلاف نظر دارند که آیا صورت‌زخمی فیلمی با اهمیت تاریخی است و یا صرفا به عنوان یک فیلم از دوره گانگستری هالیوود طبقه‌بندی شود. اهمیت تاریخی آن به اعتبار نویسندگان فیلمنامه افزایش یافت: دابلیو. آر. برنت نویسنده رمان گانگستری سزار کوچک که بر اساس آن فیلمی با همین نام ساخته شد، فرد دی. پاسلی، تاریخ‌دان برجسته باندهای شیکاگو و بن هکت گزارشگر سابق شیکاگو. وقایعی همچون ترور جیم کالیسمو و کشتار روز سنت ولنتاین به واقع‌گرایی و سندیت فیلم کمک می‌کند. رابرت ای شروود، منتقد فیلم، نظرش را چنین بیان کرد: «به عنوان یک سند جامعه‌شناسی یا تاریخی ... جایگاهی دارد ... [و] تلاشِ سراسر توجیه‌ناپذیری برای سرکوب آن شد—نه برای آن که مستهجن است... بلکه برای این که... بسیار به گفتن حقیقت نزدیک می‌شود.»

### زیاده‌روی
به گفته فران میسون، محقق مطالعات فیلم، یک موضوع برجسته در فیلم افراط و تفریط است. آغاز فیلم صحنه را چنین می‌آراید که لویی کاستیلو بزرگ در بقایای یک مهمانی عنان‌گسیخته نشسته‌است، و دوستانش را متقاعد می‌کند که جشن بعدی او بزرگتر، بهتر خواهد بود و «همه چیز بسیار بیشتری» خواهد داشت. این نشان دهنده زندگی افراطی یک گانگستر است، چه در لذت و چه در خشونت. صحنه مرگ کاستیلو فضای بعدی افراط را ایجاد می‌کند. در این صحنه مخاطب تنها سایه تونی کامونتی را با اسلحه می‌بیند، صدای شلیک گلوله‌ها و صدای برخورد بدن با زمین را می‌شنود. صحنه‌های خشونت‌آمیز با پیشرفت فیلم شدیدتر می‌شوند. بیشتر خشونت‌های فیلم از طریق مونتاژ نشان داده می‌شود، در حالی که صحنه‌ها به ترتیب دنبال می‌شوند و قتل‌های وحشیانه‌ای را نشان می‌دهند که تونی و دسته‌اش مرتکب می‌شوند، مانند خشونت با صاحبان بار، پرتاب بمب از خودرو و قتل‌عام هفت مرد سینه دیوار. در یک صحنه، تقویمی نشان داده می‌شود که مسلسلی به آن شلیک می‌کند و برگ‌های تقویم به نشانِ گذر زمان از آن جدا می‌شوند، خشونت بیش از حد را به نمایش درمی‌آورد. خشونت فقط توسط گانگسترها انجام نمی‌شود. پلیس در صحنه آخر با تونی و چسکا از هیچ تلاشی برای دستگیری خواهر و برادر بدنام کامونتی دریغ نمی‌کنند که تعداد نامتناسب افسران پلیس و ماشین‌های اطراف مجتمع آپارتمانی برای دستگیری یک مرد نشانگر آن است. استفاده زیاده از حد تونی و پلیس از خشونت در طول فیلم، آن را عادی می‌کند. عنصری از هجو در زیر شادی غیرعادی تونی هنگام استفاده از تفنگ‌های تامی است. در صحنه‌ای در رستوران که مردان دسته شمال سعی می‌کنند با یک تامی به تونی شلیک کنند، او از قدرت لذت می‌برد. به جای خم شدن در زیر میزها، سعی می‌کند به بیرون نگاه کند تا اسلحه‌ها را در حال شلیک تماشا کند و از شدت هیجان به طرز دیوانه‌واری می‌خندد. او پس از به دست آوردن اولین تفنگ تامی خود شاد و شنگول می‌شود و مشتاقانه می‌رود تا «اسم [ش] را در سراسر شهر با آن به حروف بزرگ بنویسد». مصرف بیش از حد گانگستر از طریق تلاش تونی برای به دست آوردن کالاهای گران‌قیمت و نمایش دادن آنها، به صورت طنز بازنمایی می‌شود. در اولین برخورد تونی با پاپی به تنهایی در راه پله، او به کت و شلوار جدید، جواهرات و ماشین ضد گلوله خود می‌بالد. پاپی تا حد زیادی پیشنهادات اغواگرانه او را نادیده می‌گیرد و ظاهر او را «یه کم زنونه» می‌نامد. مصرف زنانه و وسواس ظاهر و لباس را داشتنِ او، در کنار مصرف مردانه‌اش قرار می‌گیرد که با ماشین جدیدش نشان داده می‌شود. بعداً، تونی یک دسته از پیراهن‌های جدید را به پاپی نشان می‌دهد و ادعا می‌کند که هر پیراهن را فقط یکبار می‌پوشد. ناشی‌گری و ناآگاهی او از زیاده‌روی خود، این صحنه گتسبی‌گونه را بیش از آنکه جدی باشد، خنده‌دار کرده‌است. مصرف او نمادی از فروپاشی ارزش‌های مدرنیته است که به‌ویژه با ذائقه بد و وسواس او نسبت به پول و موقعیت اجتماعی نشان داده می‌شود. افراط تونی از هجو فراتر می‌رود و خطرناک می‌شود زیرا او نشان دهنده فقدان کاملِ خودداری است که در نهایت منجر به سقوط او می‌شود.
افراط و تفریط تونی در جنگ باندها در شهر آشکار می‌شود. به او دستور صریح داده می‌شود که اوهارا، گفنی و بقیه باند شمال شهر را تنها بگذارد. او به دلیل میل به قدرت، خشونت و قلمرو بیشتر، نافرمانی می‌کند. او نه تنها ساختار خارجیِ قدرتِ باندها را در رابطه با قلمرو فیزیکی تهدید می‌کند، بلکه با نافرمانی گستاخانه از رئیس خود جانی لوو، ساختار داخلی قدرتِ باند خود را نیز مختل می‌کند. وضعیت فیزیکی گفنی در کنار وضعیت تونی گذاشته می‌شود. در سرتاسر فیلم، حرکت گفنی هم به خاطر موقعیت و هم به اشاره ضمنی، محدود می‌شود چون وی در فضاهای شلوغی بر روی پرده نمایش داده می‌شود و دسته سرسپردگانش دائماً وی را محاصره کرده‌اند. تونی در ابتدای فیلم می‌تواند آزادانه حرکت کند ولی مرحله به مرحله دور و برش شلوغ‌تر می‌شود تا جایی که مانند گفنی محدود می‌شود. او توسط سرسپردگانش محاصره شده‌است و نمی‌تواند آزادانه در سراسر شهر حرکت کند. با این حال، همه اینها را میل بیش از حد او به قلمرو و قدرت، به وی تحمیل کرده‌است.
مضمون افراط، بیش از این با تمایل جنسی تونی به زنای با محارم نسبت به خواهرش چسکا نشان داده می‌شود و تلاشی که تونی برای کنترل و ایجاد محدودیت برای چسکا می‌کند. مادر آنها به عنوان ندای عقل عمل می‌کند اما تونی به او گوش نمی‌دهد و خانواده اش را در معرض خشونت و تندروی‌هایی قرار می‌دهد که بر سرش می‌آید. شهوت او به خشونت، بازنمای شهوت چسکا به آزادی جنسی است که با رقص اغواگرانه او برای رینالدو در کلوب نمایان است. رینالدو بین وفاداری‌اش به تونی و عطش خود به چسکا بر سر دوراهی است و به عنوان نمادی از جنگ قدرت بین خواهر و برادر کامونتی عمل می‌کند. رینالدو نمادی از قدرت و برتری تونی است؛ قتل او نشان‌دهنده عدم کنترل و سقوط تونی است که به مرگ خود تونی ختم می‌شود.

### رؤیای آمریکایی
پیشرفت و دستیابی کامونتی به شهرت و موفقیت الگو گرفته از رؤیای آمریکایی‌ست، اما آشکارا خشونت آمیزتر. همان‌طور که فیلم ظهور و سقوط یک گانگستر ایتالیایی را دنبال می‌کند، تونی بیشتر و بیشتر آمریکایی می‌شود. اولین‌باری که تماشاگر چهرهٔ او را می‌بیند، زمانی‌ست که از زیر حولهٔ آرایشگر بیرون می‌آید. با لهجهٔ غلیظ ایتالیایی، موهایی صاف و ظاهر نسبتاً نئاندرتال که زخم روی گونه‌اش آن را برجسته‌تر می‌کند تونی خارجی به نظر می‌رسد. همان‌طور که فیلم جلو می‌رود، او با از دست دادن لهجه و تغییر کت و شلوارهایش از جلف به شیک، آمریکایی‌تر می‌شود. در پایان فیلم، لهجهٔ تونی به سختی قابل تشخیص است. در زمان مرگش «چیزهای» بسیاری را دور خود جمع کرده که موفقیت موعود رؤیای آمریکایی را نشان می‌دهند: منشی‌اش، دوست دختری با موقعیت اجتماعی قابل توجه (مُهم‌تر این‌که او معشوقهٔ رئیس قدیمی‌اش بود)، همچنین یک آپارتمان مجلل، ماشین‌های بزرگ و جامه‌های زیبا. کامونتی نمونه‌ای عینی از رؤیای آمریکایی است و یک نفر که با پیروی از تکیه‌کلام او در آمریکا به موفقیت می‌رسد: «اول این کار را انجام بده، خودت انجامش بده، و به انجام دادنش ادامه بده.» از دیگر سو کامونتی نشان‌دهندهٔ میل شدید آمریکایی‌ها به پشت پا زدن به زندگی و جامعهٔ مدرن است و به نوبهٔ خود آمریکایی‌گرایی را رد می‌کند. این گانگستر برای همان رؤیای آمریکایی تلاش می‌کند که دیگران، اما با توسل به خشونت و قانون‌شکنی با روشی به آن می‌رسد که با ارزش‌های اجتماعی مدرن در تضاد است.

### ترس از تکنولوژی
صورت‌زخمی ترس و سردرگمی در آمریکا را نشان می‌دهد که ناشی از پیشرفت‌های فناوری آن زمان بود: آیا باید از پیشرفت فناوری و تولید انبوه ترسید یا تحسین‌شان کرد. پس از جنگ جهانی اول، این اضطرابی همگانی بود که آیا تکنولوژی جدید باعث نابودی نهایی می‌شود یا اینکه به آسان‌تر کردن زندگی و ایجاد خوش‌بختی کمک می‌کند. در فیلم، تونی با هیجان از امکانی که مسلسل‌ها پدید می‌آورند و می‌توان افراد بیشتری را سریع‌تر و از راه دورتر کشت، لذت می‌برد. این سؤال ایجاد می‌شود که آیا تولید انبوه برابر است با نابودی همگانی یا کارایی همگانی.

## میراث

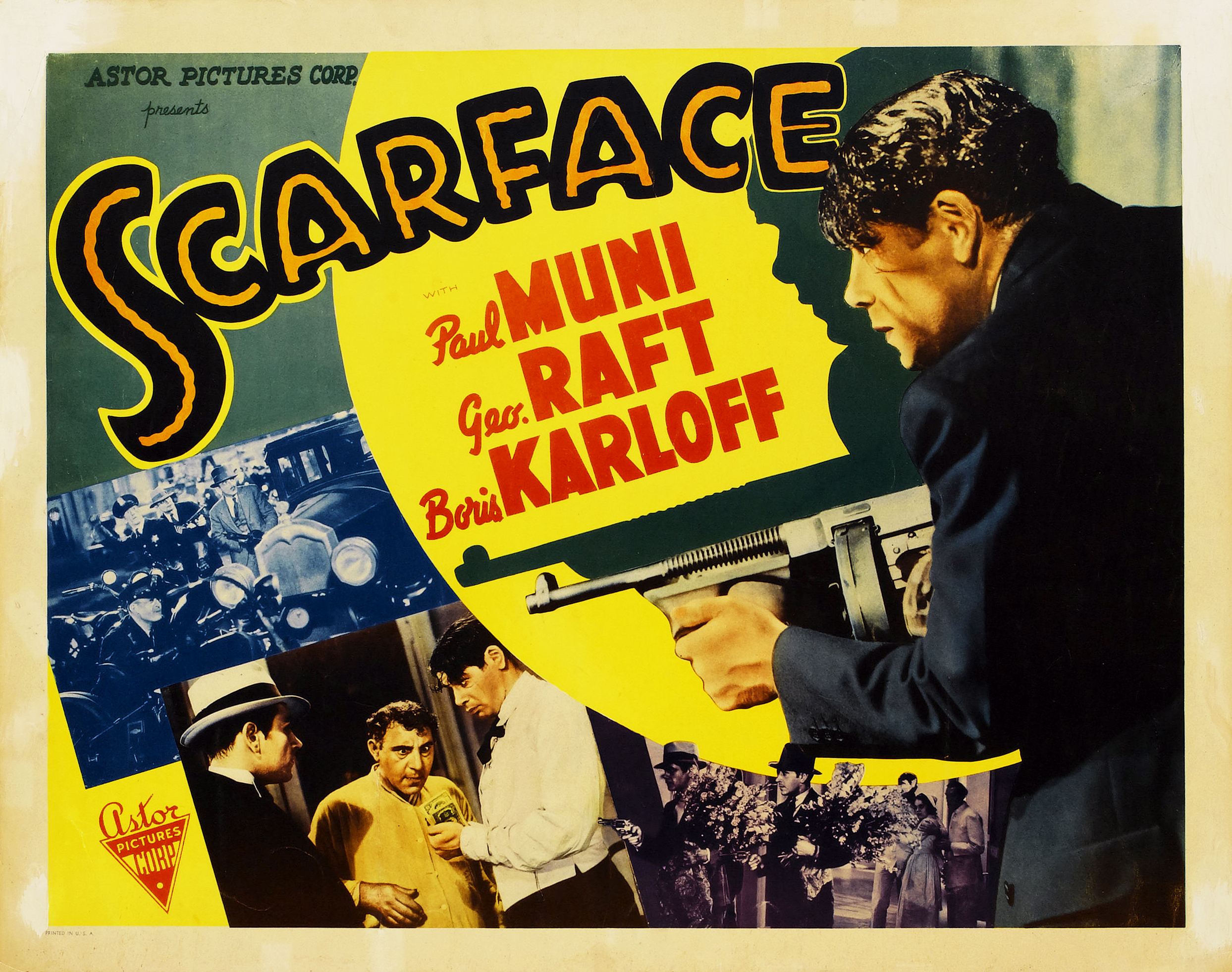
کارت سالن انتظار، ۱۹۳۲

با وجود عدم موفقیت در گیشه، صورت‌زخمی یکی از فیلم‌های پربحث سال ۱۹۳۲ بود و این توجه به دلیل موضوع و کشمکش آن با هیئت‌های سانسور و پیروزی بر آنان بود. صورت‌زخمی (اغلب به همراه سزار کوچک و دشمن مردم) به عنوان کهن‌الگوی ژانر فیلم گانگستری ذکر می‌شود، این فیلم استاندارد اولیه ژانری را می‌گذارد که هنوز در هالیوود دیده می‌شود. با این حال، صورت‌زخمی آخرین فیلم از سه فیلم بزرگ گانگستری در اوایل دهه ۱۹۳۰ بود. پس از آن به دلیل خشم ناشی از خشونتِ پیشا-کد که این سه فیلم، به خصوص صورت‌زخمی، ایجاد کردند، در سال ۱۹۳۴  اداره کد تولید پدید آمد. هاوارد هاکس از صورت‌زخمی به عنوان یکی آثار مورد علاقه خود یاد کرد و فیلم مایه افتخار هوارد هیوز بود. چند سال پس از انتشار، هیوز فیلم را در گاو صندوق خود امن گذاشت و بسیاری از پیشنهادات پرسود را برای توزیع فیلم و یا خرید امتیاز آن رد کرد. در سال ۱۹۷۹، سه سال پس از مرگ هیوز، شرکت سوما  که به اموال وی رسیدگی می‌کرد، امتیاز صورت‌زخمی و هفت فیلم دیگر را به یونیورسال پیکچرز فروخت. این فروش منجر به فیلم تازه در سال ۱۹۸۳ با حضور آل پاچینو شد. اگرچه برای یک برداشت تازه معمولا نادر پیش می‌آید ولی نسخه ۱۹۸۳ نیز مورد تحسین منتقدان قرار گرفت.

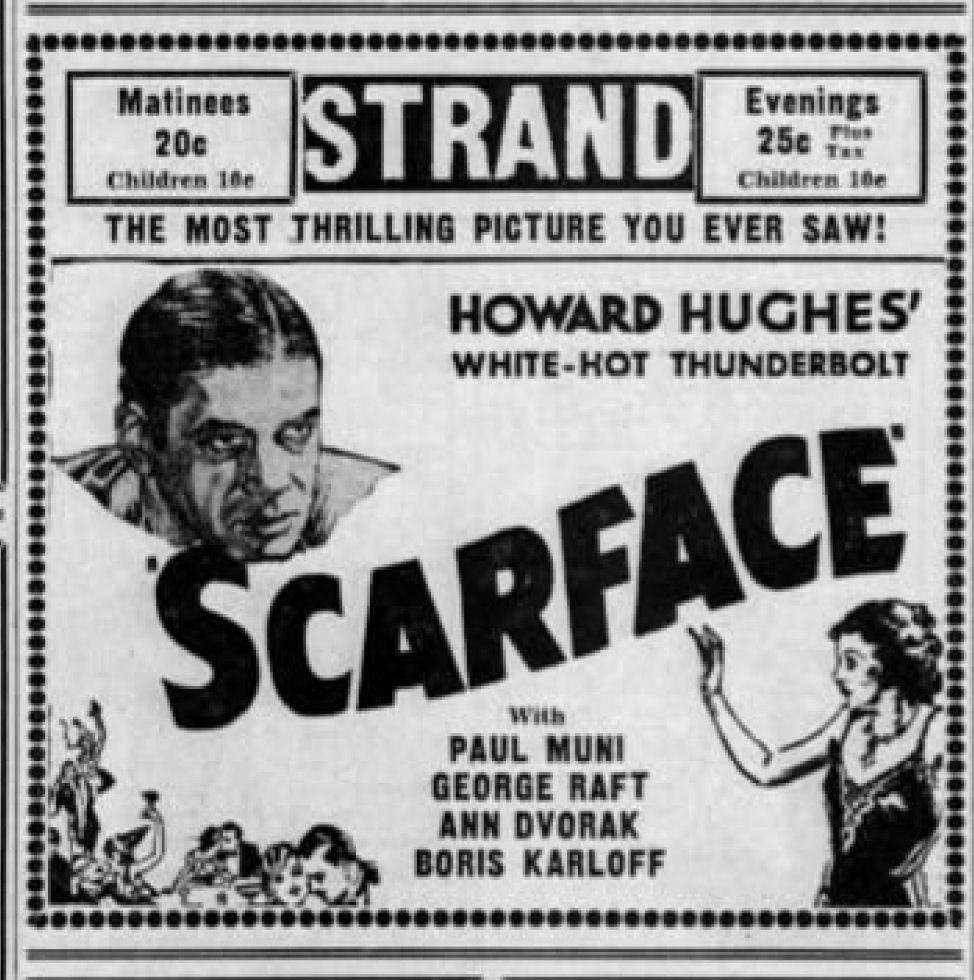
تبلیغ بازانتشار در روزنامه، ۱۹۴۰

بازی پل مونی در صورت‌زخمی به عنوان «ضد قهرمان گانگستر ناب» کمک زیادی به صعود سریع او در حرفه بازیگری تحسین‌شده‌اش کرد. پل مونی برای بازی خود در نقش تونی کامونتی تمجیدهای بسیاری دریافت کرد. منتقدان مونی را برای اجرای قوی و خشن‌اش ستودند. آل پاچینو اظهار داشت که بسیار از پل مونی الهام گرفته است و مونی در بر اجرای او در برداشت تازه صورت‌زخمی در سال ۱۹۸۳ تاثیر گذاشته است.

### فیلم‌های مرتبط
پس از مرگ هوارد هیوز که حق مؤلف صورت‌زخمی از انحصار خارج شد، برایان دی پالما در سال ۱۹۸۳ نسخه‌ای بازسازی شده از فیلم را با حضور آل پاچینو در نقش صورت‌زخمی منتشر کرد. این فیلم که داستانش در میامی معاصر می‌گذرد به دلیل خشونت بصری و استفاده از الفاظ رکیک شناخته شده‌است. صورت‌زخمی دی پالما برای دههٔ ۸۰ میلادی خشن و وقیح به‌شمار می‌آید همان‌طور که فیلم اصلی برای سینمای دههٔ ۱۹۳۰. نسخهٔ سالگرد فیلم که در سال ۲۰۰۳ و در قالب دی‌وی‌دی منتشر شد مجموعه‌ای شامل هر دو نسخهٔ ۱۹۸۳ و ۱۹۳۲ بود. در پایان صورت‌زخمی ۱۹۸۳ جملهٔ «این فیلم به هاوارد هاکس و بن هَکت تقدیم شده‌است» نشان داده می‌شود.
در سال ۲۰۱۱ یونیورسال استودیوز اعلام کرد که در حال تهیهٔ نسخه جدیدی از صورت‌زخمی است. به گفتهٔ یونیورسال فیلم جدید نه دنباله است و نه بازسازی، بلکه عناصری از هر دو نسخهٔ ۱۹۳۲ و ۱۹۸۳ را در خود دارد، از جمله شخصیتی که در مسیر تحقق رؤیای آمریکایی به یک شاه‌مُهره تبدیل می‌شود. در سال ۲۰۱۶ یونیورسال اعلام کرد که در حال مذاکره با آنتوان فوکوآ برای کارگردانی فیلم است. در ۱۰ فوریهٔ ۲۰۱۷، فوکوآ که با برادران کوئن مشغول بازنویسی فیلمنامه بود پروژه را ترک کرد. پس از او یونیورسال دیوید آیر را برای کارگردانی به خدمت گرفت و با دیه‌گو لونا به عنوان بازیگر قرارداد بست، اما آیر اخراج شد چون فیلمنامه‌اش بیش از اندازه خشن بود. در سال ۲۰۱۸، فوکوآ به پروژه بازگشت.
صورت‌زخمی اغلب با دیگر فیلم‌های جنایی پیشا-کد اوایل دههٔ ۳۰ مانند دریچه‌ای به جهنم (۱۹۳۰)، سزار کوچک (۱۹۳۱) و دشمن مردم (۱۹۳۱) مربوط دانسته می‌شود. به باور فرَن مِیسِن از دانشگاه وینچستر، صورت‌زخمی به‌واسطهٔ افراطی بودنش بیشتر به دههٔ پُرشور بیست (۱۹۳۹) شباهت دارد تا فیلم‌های گانگستری هم عصر خود در سال‌های آغازین آن دهه.

## یادداشت
1. ↑  پیش از آن نیز نسخه‌ای دیگر برای دفتر هیز نمایش داده شده بود که هنوز نسخه‌ای از آن پیدا نشده است.

## واژگان
1. ↑  Chi mi frena in tal momento
2. ↑  Summa Corporation